# Thomas Muster
Thomas Muster (Leibnitz, Àustria, 2 d'octubre de 1967) és un exjugador professional de tennis austríac. Fou dominador del circuit en torneigs disputats sobre terra batuda, guanyant el seu únic títol de Grand Slam al Roland Garros (1995), que li va permetre arribar al número 1 del rànquing individual de l'ATP durant sis setmanes.
En el seu palmarès hi ha 44 títols en individuals, destacant l'any 1995 en el qual n'aconseguí 12, inclosos Grand Slam i Masters. Paral·lelament va establir la ratxa de 40 victòries consecutives sobre terra batuda (tercera marca històrica, darrere de les de Rafael Nadal i Guillermo Vilas).

## Biografia
Thomas Muster va néixer a Leibnitz (Àustria) l'any 1967.
Va estar casat amb la presentadora australiana Jo Beth Taylor durant els anys 2000 i 2005, tot i que ja es van separar el 2002. Durant aquesta època es va traslladar a Austràlia amb la seva muller i van tenir un fill anomenat Christian. L'any 2010 es va casar amb Caroline Ofner i van tenir una filla Maxim el 2009. Actualment viuen a la província d'Estíria i també tenen un habitatge a Croàcia davant el mar Adriàtic.
El 1989, abans de la final a Key Biscaine, un cotxe el va envestir i Thomas va sofrir greus lesions a les cames, la qual cosa el va deixar més d'una temporada fora de les pistes.

## Torneigs de Grand Slam

### Individual: 1 (1−0)
| Resultat  | Núm. | Any  | Torneig       | Oponent en la final | Marcador      |
| --------- | ---- | ---- | ------------- | ------------------- | ------------- |
| Guanyador | 1.   | 1995 | Roland Garros | Michael Chang       | 7−5, 6−2, 6−4 |

## Palmarès

### Individual: 55 (44−11)
| Llegenda (pre/post 2009)                                 |
| -------------------------------------------------------- |
| Grand Slams (1−0)                                        |
| Tennis Masters Cup / ATP Finals (0−0)                    |
| ATP Masters Series / ATP World Tour Masters 1000 (8−2)   |
| ATP International Series Gold / ATP World Tour 500 (4−0) |
| ATP International Series / ATP World Tour 250 (31−9)     |

| Títols per superfície |
| --------------------- |
| Dura (3−3)            |
| Gespa (0−0)           |
| Terra batuda (40−5)   |
| Moqueta (1−3)         |

| Resultat  | Núm. | Data                   | Torneig                    | Superfície   | Oponent en la final    | Marcador                   |
| --------- | ---- | ---------------------- | -------------------------- | ------------ | ---------------------- | -------------------------- |
| Guanyador | 1.   | 3 d'agost de 1986      | Hilversum, Països Baixos   | Terra batuda | Jakob Hlasek           | 6−1, 6−3, 6−3              |
| Guanyador | 2.   | 10 de juliol de 1988   | Boston, Estats Units       | Terra batuda | Lawson Duncan          | 6−2, 6−2                   |
| Guanyador | 3.   | 31 de juliol de 1988   | Bordeus, França            | Terra batuda | Ronald Agénor          | 6−3, 6−3                   |
| Guanyador | 4.   | 14 d'agost de 1988     | Praga, República Txeca     | Terra batuda | Guillermo Pérez Roldán | 6−4, 5−7, 6−2              |
| Finalista | 1.   | 18 de setembre de 1988 | Barcelona, Espanya         | Terra batuda | Kent Carlsson          | 3−6, 3−6, 6−3, 1−6         |
| Guanyador | 5.   | 25 de setembre de 1988 | Bari, Itàlia               | Terra batuda | Marcelo Filippini      | 2−6, 6−1, 7−5              |
| Finalista | 2.   | 23 d'octubre de 1988   | Viena, Àustria             | Moqueta      | Horst Skoff            | 6−4, 3−6, 4−6, 2−6         |
| Finalista | 3.   | 2 d'abril de 1989      | Miami, Estats Units        | Dura         | Ivan Lendl             | Retirada                   |
| Guanyador | 6.   | 7 de gener de 1990     | Adelaida, Austràlia        | Dura         | Jimmy Arias            | 3−6, 6−2, 7−5              |
| Guanyador | 7.   | 11 de març de 1990     | Casablanca, Marroc         | Terra batuda | Guillermo Pérez Roldán | 6−1, 6−7(6), 6−2           |
| Finalista | 4.   | 29 d'abril de 1990     | Montecarlo, Mònaco         | Terra batuda | Andrei Chesnokov       | 5−7, 3−6, 3−6              |
| Finalista | 5.   | 6 de maig de 1990      | Múnic, Alemanya            | Terra batuda | Karel Nováček          | 4−6, 2−6                   |
| Guanyador | 8.   | 20 de maig de 1990     | Roma, Itàlia               | Terra batuda | Andrei Chesnokov       | 6−1, 6−3, 6−1              |
| Guanyador | 9.   | 16 de juny de 1991     | Florència, Itàlia          | Terra batuda | Horst Skoff            | 6−2, 6−7(2), 6−2           |
| Guanyador | 10.  | 15 de setembre de 1991 | Ginebra, Suïssa            | Terra batuda | Horst Skoff            | 6−2, 6−4                   |
| Guanyador | 11.  | 26 d'abril de 1992     | Montecarlo                 | Terra batuda | Aaron Krickstein       | 6−3, 6−1, 6−3              |
| Guanyador | 12.  | 14 de juny de 1992     | Florència (2)              | Terra batuda | Renzo Furlan           | 6−3, 1−6, 6−1              |
| Guanyador | 13.  | 30 d'agost de 1992     | Umag, Croàcia              | Terra batuda | Franco Davín           | 6−1, 4−6, 6−4              |
| Finalista | 6.   | 17 de gener de 1993    | Sydney, Austràlia          | Dura         | Pete Sampras           | 6−7(7), 1−6                |
| Guanyador | 14.  | 28 de febrer de 1993   | Ciutat de Mèxic, Mèxic     | Terra batuda | Carles Costa           | 6−2, 6−4                   |
| Guanyador | 15.  | 13 de juny de 1993     | Florència (3)              | Terra batuda | Jordi Burillo          | 6−1, 7−5                   |
| Guanyador | 16.  | 20 de juny de 1993     | Gènova, Itàlia (2)         | Terra batuda | Magnus Gustafsson      | 7−6(3), 6−4                |
| Guanyador | 17.  | 8 d'agost de 1993      | Kitzbühel, Àustria         | Terra batuda | Javier Sánchez         | 6−3, 7−5, 6−4              |
| Guanyador | 18.  | 15 d'agost de 1993     | San Marino, San Marino     | Terra batuda | Renzo Furlan           | 7−5, 7−5                   |
| Guanyador | 19.  | 29 d'agost de 1993     | Umag (2)                   | Terra batuda | Alberto Berasategui    | 7−5, 3−6, 6−3              |
| Guanyador | 20.  | 3 d'octubre de 1993    | Palerm, Itàlia             | Terra batuda | Sergi Bruguera         | 7−6(2), 7−5                |
| Finalista | 7.   | 24 d'octubre de 1993   | Viena (2)                  | Moqueta      | Goran Ivanišević       | 6−4, 4−6, 4−6, 6−7(3)      |
| Guanyador | 21.  | 27 de febrer de 1994   | Ciutat de Mèxic (2)        | Terra batuda | Roberto Jabali         | 6−3, 6−1                   |
| Guanyador | 22.  | 1 de maig de 1994      | Madrid, Espanya            | Terra batuda | Sergi Bruguera         | 6−2, 3−6, 6−4, 7−5         |
| Guanyador | 23.  | 19 de juny de 1994     | Sankt Pölten, Àustria (3)  | Terra batuda | Tomàs Carbonell        | 4−6, 6−2, 6−4              |
| Guanyador | 24.  | 5 de març de 1995      | Ciutat de Mèxic (3)        | Terra batuda | Fernando Meligeni      | 7−6(4), 7−5                |
| Guanyador | 25.  | 9 d'abril de 1995      | Estoril, Portugal          | Terra batuda | Albert Costa           | 6−4, 6−2                   |
| Guanyador | 26.  | 16 d'abril de 1995     | Barcelona                  | Terra batuda | Magnus Larsson         | 6−2, 6−1, 6−4              |
| Guanyador | 27.  | 30 d'abril de 1995     | Montecarlo (2)             | Terra batuda | Boris Becker           | 4−6, 5−7, 6−1, 7−6(6), 6−0 |
| Guanyador | 28.  | 21 de maig de 1995     | Roma (2)                   | Terra batuda | Sergi Bruguera         | 3−6, 7−6(5), 6−2, 6−3      |
| Guanyador | 29.  | 11 de juny de 1995     | Roland Garros, França      | Terra batuda | Michael Chang          | 7−5, 6−2, 6−4              |
| Guanyador | 30.  | 25 de juny de 1995     | Sankt Pölten (4)           | Terra batuda | Bohdan Ulihrach        | 6−3, 3−6, 6−1              |
| Guanyador | 31.  | 23 de juliol de 1995   | Stuttgart, Alemanya        | Terra batuda | Jan Apell              | 6−2, 6−2                   |
| Finalista | 8.   | 6 d'agost de 1995      | Kitzbühel                  | Terra batuda | Albert Costa           | 6−4, 4−6, 6−7(3), 6−2, 4−6 |
| Guanyador | 32.  | 13 d'agost de 1995     | San Marino (2)             | Terra batuda | Andrea Gaudenzi        | 6−2, 6−0                   |
| Guanyador | 33.  | 27 d'agost de 1995     | Umag (3)                   | Terra batuda | Carles Costa           | 3−6, 7−6(5), 6−4           |
| Guanyador | 34.  | 17 de setembre de 1995 | Bucarest, Romania          | Terra batuda | Gilbert Schaller       | 6−3, 6−4                   |
| Finalista | 9.   | 22 d'octubre de 1995   | Viena (3)                  | Moqueta      | Filip Dewulf           | 5−7, 2−6, 6−1, 5−7         |
| Guanyador | 35.  | 29 d'octubre de 1995   | Essen, Alemanya            | Moqueta      | MaliVai Washington     | 7−6(6), 2−6, 6−3, 6−4      |
| Guanyador | 36.  | 10 de març de 1996     | Ciutat de Mèxic (4)        | Terra batuda | Jiří Novák             | 7−6(3), 6−2                |
| Guanyador | 37.  | 14 d'abril de 1995     | Estoril (2)                | Terra batuda | Andrea Gaudenzi        | 7−6(4), 6−4                |
| Guanyador | 38.  | 21 d'abril de 1996     | Barcelona (2)              | Terra batuda | Marcelo Ríos           | 6−3, 4−6, 6−4, 6−1         |
| Guanyador | 39.  | 28 d'abril de 1996     | Montecarlo (3)             | Terra batuda | Albert Costa           | 6−3, 5−7, 4−6, 6−3, 6−2    |
| Guanyador | 40.  | 19 de maig de 1996     | Roma (3)                   | Terra batuda | Richard Krajicek       | 6−2, 6−4, 3−6, 6−3         |
| Guanyador | 41.  | 21 de juliol de 1996   | Stuttgart (2)              | Terra batuda | Ievgueni Kàfelnikov    | 6−2, 6−2, 6−4              |
| Guanyador | 42.  | 15 de setembre de 1996 | Bogotà, Colòmbia           | Terra batuda | Nicolás Lapentti       | 6−7(6), 6−2, 6−3           |
| Guanyador | 43.  | 16 de febrer de 1997   | Dubai, Emirats Àrabs Units | Dura         | Goran Ivanišević       | 7−5, 7−6(3)                |
| Guanyador | 44.  | 30 de març de 1997     | Miami                      | Dura         | Sergi Bruguera         | 7−6(6), 6−3, 6−1           |
| Finalista | 10.  | 10 d'agost de 1997     | Cincinnati, Estats Units   | Dura         | Pete Sampras           | 3−6, 4−6                   |
| Finalista | 11.  | 12 d'abril de 1998     | Estoril                    | Terra batuda | Alberto Berasategui    | 6−3, 1−6, 3−6              |

### Dobles masculins: 2 (1−1)
| Llegenda (pre/post 2009)                                 |
| -------------------------------------------------------- |
| Grand Slams (0−0)                                        |
| Tennis Masters Cup / ATP Finals (0−0)                    |
| ATP Masters Series / ATP World Tour Masters 1000 (0−0)   |
| ATP International Series Gold / ATP World Tour 500 (0−0) |
| ATP International Series / ATP World Tour 250 (1−1)      |

| Títols per superfície |
| --------------------- |
| Dura (0−0)            |
| Gespa (0−0)           |
| Terra batuda (1−1)    |

| Resultat  | Núm. | Data                   | Torneig               | Superfície   | Parella         | Oponents en la final                 | Marcador |
| --------- | ---- | ---------------------- | --------------------- | ------------ | --------------- | ------------------------------------ | -------- |
| Finalista | 1.   | 8 d'agost de 1988      | Praga, Txecoslovàquia | Terra batuda | Horst Skoff     | Petr Korda Jaroslav Navrátil         | 5−7, 6−7 |
| Guanyador | 1.   | 19 de setembre de 1988 | Bari, Itàlia          | Terra batuda | Claudio Panatta | Francesco Cancellotti Simone Colombo | 6−3, 6−1 |

## Trajectòria

### Individual
| Torneig | 1984 | 1985 | 1986  | 1987  | 1988  | 1989 | 1990  | 1991  | 1992  | 1993  | 1994  | 1995  | 1996  | 1997  | 1998  | 1999 | Títols    | V − D     |
| --- | ---- | ---- | ----- | ----- | ----- | ---- | ----- | ----- | ----- | ----- | ----- | ----- | ----- | ----- | ----- | ---- | --------- | --------- |
| Open d'Austràlia | A    | A    | NC    | A     | 1R    | SF   | 3R    | A     | 3R    | 2R    | QF    | 3R    | 4R    | SF    | 1R    | 1R   | 0 / 11    | 23 − 11   |
| Roland Garros | A    | 1R   | 2R    | 3R    | 3R    | A    | SF    | 1R    | 2R    | 4R    | 3R    | G     | 4R    | 3R    | QF    | 1R   | 1 / 14    | 32 − 13   |
| Wimbledon | A    | A    | A     | 1R    | A     | A    | A     | A     | 1R    | 1R    | 1R    | A     | A     | A     | A     | A    | 0 / 4     | 0 − 4     |
| US Open | A    | A    | 1R    | 3R    | 1R    | A    | 4R    | A     | A     | QF    | QF    | 4R    | QF    | 1R    | 4R    | A    | 0 / 10    | 22 − 10   |
| ATP Tour World Championships                                                                                              | A    | A    | A     | A     | A     | A    | RR    | A     | A     | A     | A     | RR    | RR    | RR    | A     | A    | 0 / 4     | 2 − 8     |
| Total Victòries−Derrotes                                                                                                  | 4−3  | 12−8 | 22−18 | 26−18 | 51−16 | 19−9 | 51−18 | 30−19 | 39−23 | 77−21 | 58−25 | 86−18 | 68−20 | 46−24 | 32−20 | 5−11 | 626 − 274 | 626 − 274 |
| Rànquing a final d'any | 311  | 98   | 47    | 56    | 16    | 21   | 7     | 35    | 18    | 9     | 16    | 3     | 5     | 9     | 25    | 189  |           |           |
| Llegenda: G: Guanyador; F: Finalista; SF: Semifinalista; QF: Quarts de final; Q: Qualificació; A: Absent; RR: Round Robin |      |      |       |       |       |      |       |       |       |       |       |       |       |       |       |      |           |           |